# Yamaha TDR 125
Yamaha TDR 125 je motocykl kategorie silniční enduro, vyvinutý firmou Yamaha, vyráběný v letech 1988–2002. Motor je dvoudobý kapalinou chlazený stojatý jednoválec.

## Technické parametry
- Rám: chrommolybdenový mostový
- Suchá hmotnost: 122 kg
- Pohotovostní hmotnost: 137 kg
- Maximální rychlost: 130 km/h
- Spotřeba paliva: 4,5 l